# Conespecífico
La conespecificidad es un concepto empleado en biología para nombrar la relación consistente en la pertenencia a una misma especie. Cuando dos o más individuos, poblaciones o taxones pertenecen a la misma especie son conespecíficos.
De igual manera, dos individuos, poblaciones o taxones son heteroespecíficos si pertenecen a especies diferentes.
Donde dos especies pueden cruzarse, y sus gametos compiten, los conespecíficos prevalecen sobre los heteroespecíficos, fenómeno conocido como prevalencia de los gametos (o del polen en el caso de plantas) conespecíficos.

## Neurología
Véase el artículo sobre neuronas espejo, neuronas que se activan cuando un animal o persona desarrolla la misma actividad que está observando ejecutar por otro individuo, especialmente un congénere.